# إدي إيستمان
إدي إيستمان هو مغني وكاتب أغاني وموسيقي كندي، ولد في 15 يوليو 1949 في Terra Nova, Newfoundland and Labrador ‏ في كندا.

## وصلات خارجية
- إدي إيستمان على موقع ميوزك برينز (الإنجليزية)
- إدي إيستمان على موقع أول ميوزيك (الإنجليزية)
- إدي إيستمان على موقع ديسكوغز (الإنجليزية)
- إدي إيستمان على موقع ديسكوغز (الإنجليزية)